# Айдарская волость
Айдарская волость — историческая административно-территориальная единица Острогожского уезда Воронежской губернии с центром в слободе Айдар (ныне село Айдар). В настоящее время земли бывшей Айдарской волости входят в состав Ровеньского района Белгородской области России.

## География
|                       | Площадь, десятин | В том числе пахотной, дес. |
| --------------------- | ---------------- | -------------------------- |
| Сельских общин        | 13336            | 10644                      |
| Частной собственности | 6934             | 1742                       |
| Другой собственности  | 58               | 58                         |
| В общем               | 20328            | 12444                      |

## Состав
По состоянию на 1885 год состояла из 4 поселений, 4 сельских общин.
Крупнейшие поселения волости на 1880 год:
- Айдар (Утянка) — бывшая государственная слобода при реке Айдар за 120 верст от уездного города, 2310 человек, 348 дворов, православная церковь, школа, 4 лавки, 3 постоялых двора, 4 ярмарки в год. За 6 верстах — паровая мельница. За 12 верст — кирпичный завод.
- Лозная (Решетнякова) — бывшая государственная слобода при реке Лозная, 2334 лица, 305 дворов, православная церковь, школа, 3 лавки, 2 постоялых двора, 29 ветряных мельниц, 2 ярмарки в год.

## Население
На 1885 год проживали 4346 человек (2243 мужского пола и 2103 — женской), 496 дворовых хозяйств.